# توماس هیل ایسترفیلد

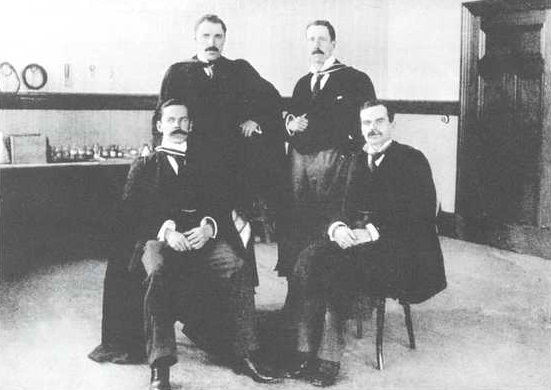
توماس هیل ایسترفیلد ایستاده در پشت سمت راست در دانشگاه ویکتوریا

توماس هیل ایسترفیلد (به انگلیسی: Thomas Hill Easterfield) (۴ مارس ۱۸۶۶–1 مارس ۱۹۴۹) شیمی‌دان و استاد دانشگاه اهل نیوزلند بود که عنوان شوالیهٔ فرماندهِ رتبهٔ امپراتوری بریتانیا را داشت. وی در دونکاستر ، یورک‌شر ، انگلستان زاده شد و یکی از چهار استاد بنیان‌گذار دانشگاه ویکتوریا در ولینگتون بود. 